# Semič
Sémič je naselje z okoli 2000 prebivalci v Beli krajini in sedež istoimenske občine, ki leži med severnim obrobjem Kočevskega Roga in obronki Gorjancev in pod hribom po imenu Smuk.

## Zgodovina
Prva omemba cerkve v Semiču sega v leto 1279, v čas, ko so Beli krajini vladali grofje Goriški, izrecno pa je kraj prvič omenjen leta 1309. Izvor imena Semič je neznan, in je najverjetneje povezan z istoimenskim hribom, ki je v virih omenjen kot "hrib Semič" (mons Ziembs). Cerkev sv. Štefana v Semiču spada med najstarejše cerkve v Beli krajini in je gotovo ena od izvornih podružnic, ki so bile oktobra 1228 podrejene župniji Črnomelj, belokranjski pražupniji. Kakor ostale cerkve dežele je tudi Semič spadal pod upravo nemškega viteškega reda in njegovih dveh komend v Črnomlju in Metliki.
V začetku 16. stoletja je nemški viteški red okoli cerkve sv. Štefana postavil tabor, s čimer je nastalo jedro poznejšega trga in današnjega naselja. Med najzgodnejšimi posestniki na ožjem območju današnjega naselja najdemo rodbino Semenič, stari belokranjski plemiški rod, ki je posedoval tudi bližnji grad Turn pri Semiču in tamkajšnjo pristavo. Ob enem od hujših otomanskih vpadov v sredini 16. stoletja je bil grad Turn pri Semiču povsem požgan in uničen, in podobno usodo so trpele tudi bližnje vasi. Do 18. stoletja je Semič razvil značilnosti trga in tudi dobil trške pravice. Semič je primer trga, ki se je razvil iz taborskega naselja.
Južno od Semiča je geološka zanimivost, izvir reke Krupe.

## Zanimivosti
- Cerkev sv. Štefana, ki je prvič izrecno omenjena leta 1279 kot ecclesia ... S[an]c[t]i Stephani. Sezidana je v slogu baročnega klasicizma. Njeno notranjost krasijo  Metzingerjevi sliki Zadnja večerja in sv. Štefan, Potočnikov križev pot in dragocen benečanski lestenec. Glavni oltar je leta 1874 postavil metliški podobar Jernej Jereb.
- Semiški muzej stoji nasproti cerkve. V njem je predstavljena zgodovina kraja, vinogradniška zbirka, galerijski prostor in poročna soba. Do leta 1936 je bilo to poslopje šola.
- Prenovljena je stavba ob obzidju pri cerkvi, t. i. Taborska hiša, v kateri so občasno razstave slik.
- Na travniku na robu vasi Vrtača raste lipa z izjemno krošnjo, Jureča lipa. Drevo meri v prsni višini 520 cm. Deblo se na višini 15 m razveji v glavne vrhove, ki pa se takoj naprej razvejijo v okoli dvajset navpično rastočih stranskih vej. Poznat je po veliki količini grozdnih trt, kar pomeni tudi veliko kvalitetnega vina. Semič je dobil ime po gradu Semenič. Zelo poznana je tudi pesem z naslovom: Semič, biser Bele Krajine, ki se poje ob uradnih prireditvah in mnogih zabavah v Semiški gori.

## Prireditve
V Semiču vsako leto poteka turistična prireditev Semiška ohcet. V sklopu prireditve obrede dopolnijo s prikazom kmečkih običajev, obrti in folklore. Prirejajo tudi spomladanski sejem.

## Farna cerkev sv. Štefana
- Glavni oltar
- Župnišče s cerkvijo v ozadju in prvotnim obzidjem na desni